# Falsohippopsicon brunneum
Falsohippopsicon brunneum är en skalbaggsart som beskrevs av Stefan von Breuning 1956. Falsohippopsicon brunneum ingår i släktet Falsohippopsicon och familjen långhorningar. Inga underarter finns listade i Catalogue of Life.